# Vanilla calopogon
Vanilla calopogon är en orkidéart som beskrevs av Heinrich Gustav Reichenbach. Vanilla calopogon ingår i släktet Vanilla och familjen orkidéer. Inga underarter finns listade i Catalogue of Life.